# كنيس ابن دنان
كنيس ابن دهان أو معبد بن دنان اليهودي (بالعبرية בית הכנסת אבן דאהן) هو كنيس يهودي في مدينة فاس شمال المغرب يستعمله اليهود القلائل الذين بقوا في المغرب والذين يتمركز أغلبهم في الصويرة وفاس. ويعود تاريخ بناء المعبد إلى السلطان المغربي الرشيد بن علي الشريف، الذي رغب في إحياء التجارة في المدينة فاستقدم يهود زاوية آيت إسحاق، الواقعة في منطقة الأطلس المتوسط، فكلف الحاخام ميمون بوسيدان، أحد أعيان آيت إسحاق، ببناء الكنيس. ويستعمل أغلب اليهود المغاربة في تعبدهم اللغة العبرية وهناك من يستعمل العربية بنسبة أقل. كان كنيس ابن دهان يعتبر من أهم المعابد اليهودية في فاس عندما كانت اليهود ما زالوا يقطنون حي الملاح في المدينة. لكنه تعرض للتهميش وطاله النسيان بعد بدء هجرة يهود فاس أو يهود المغرب بشكل عام بعد قيام دولة إسرائيل، هذه الهجرة ستتكثف بعد استقلال المغرب عن فرنسا وإسبانيا سنة 1956.
شهد المبنى عمليات ترميم في عقد 1870م، وفي الآونة الأخيرة، سعت الجالية اليهودية جاهدة في فاس للحفاظ عليه، فاستطاعت إقناع منظمة الصندوق العالمي للآثار لترميم الكنيس سنة 1996 بتمويل من أمريكان إكسبريس بالتعاون مع وزارة الثقافة المغربية ومؤسسة التراث الثقافي اليهودي المغربي. بعد ترميمه أعيد افتتاحه سنة 1999.

## وصف
يُعد هذا الكنيس واحد من أقدم وأهم المعابد اليهودية في شمال أفريقيا. في الأصل هو في ملكية واحدة من عائلات يهودية مغربية بارزة. تم تشييده في منتصف القرن السابع عشر وتجديده في شكله الحالي نهاية القرن التاسع عشر. هذا المعبد الذي يقع في قلب الملاح (الحي اليهودي) هو معلمة محورية نادرة من الوقت في التاريخ اليهودي المغربي.
لا يزال هذا الكنيس اليهودي ملكا خاصا، وربما الوحيد الذي يحتوي على مجموعة كاملة من تجهيزات في معبد يهودي مغربي، بما فيها منصة القارئ من الخشب والحديد بمحراب مزركش -التيفاه-. على الجانب الغربي، يوجد زوج من الألواح الخشبية المنحوتة مخصصة للتوراة -هيشال- ، بُني جدار على الجانب الشرقي للمعبد وهو مزين بالبلاط المزخرف. المقاعد والكراسي الخشبية المسماة -إيليجا- هي مخصصة (لحفل ختان)، كما توجد مصابيح زيت وأعلام مطرزة.
يقع مدخل المعبد على طريق غير مكتظة، بابه صغير وغير مثير للانتباه، إلى أنه يؤدي إلى باحة الكنيس الأولية، توصل إلى قاعة الصلاة مفترقة إلى صفين ومقسمة بثلاثة أعمدة ثمانية الأضلع. الأرضية هي مزينة بالبلاط المزجج بالأخضر والأبيض الساطعين في شكل سمكة نهرية.

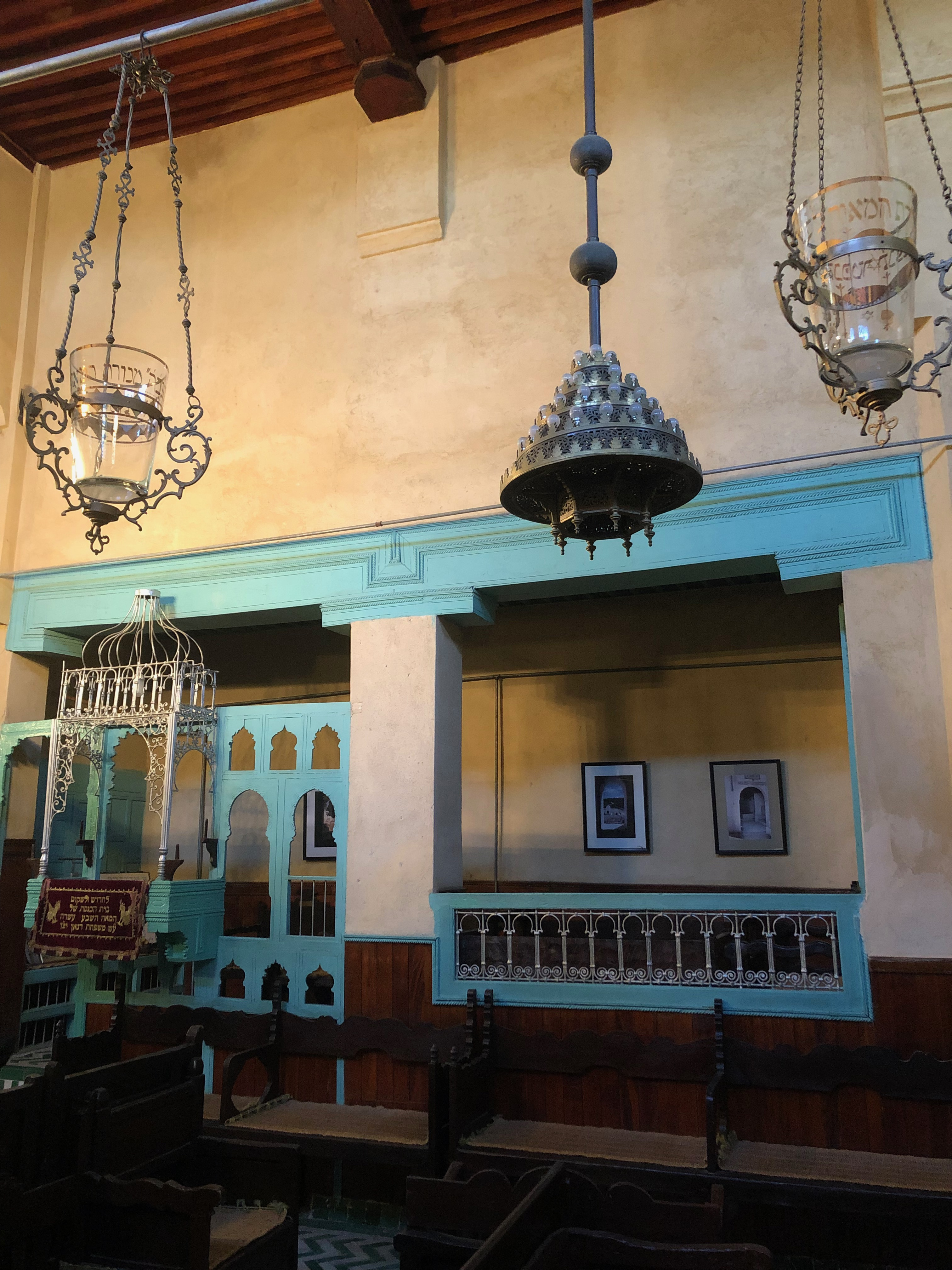
داخلية الكنيس.
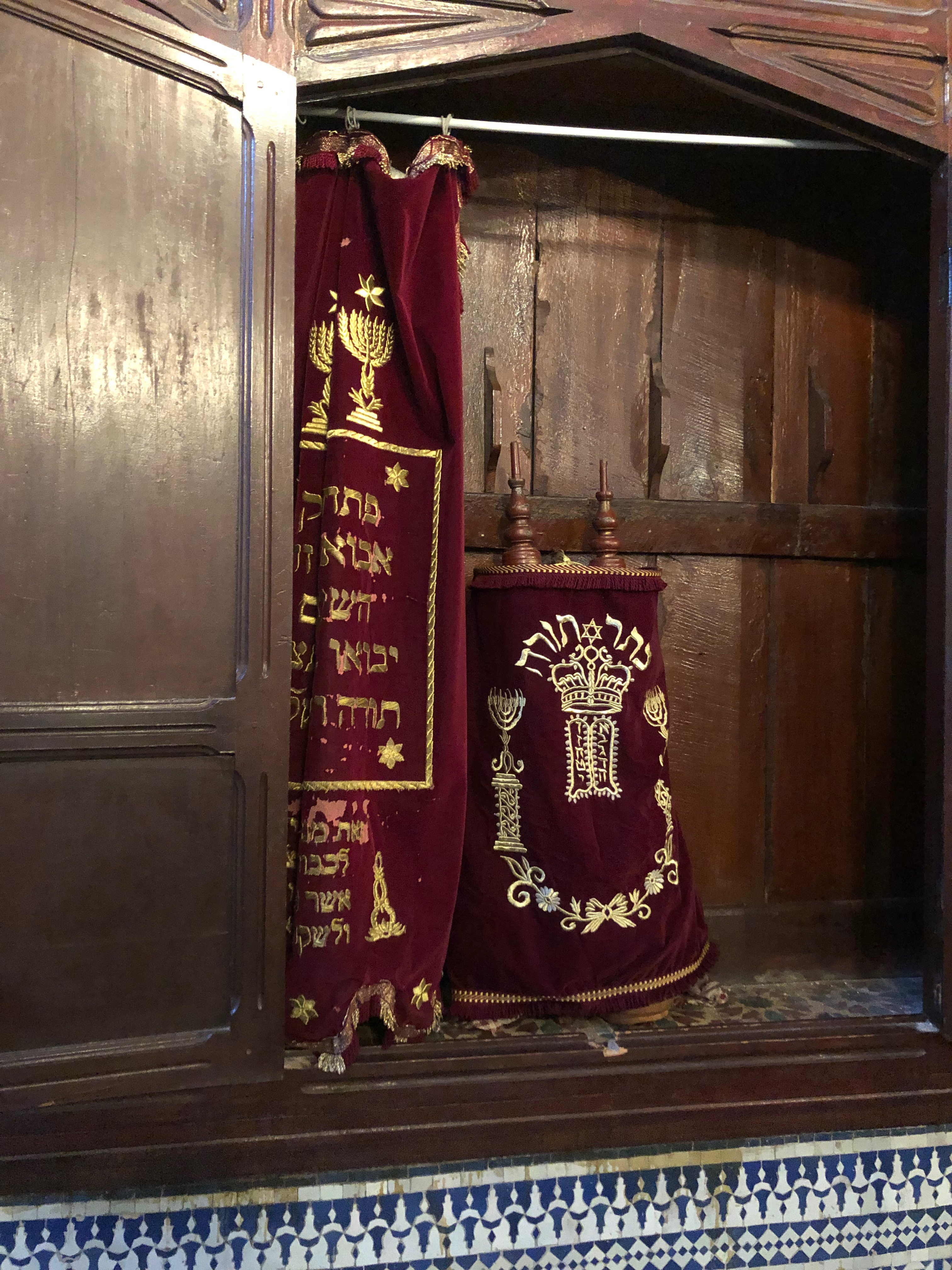
الكلواذ، أي تابوت التوراة أي الهيكل الذي فيه يخزن فيه سفر التوراة وهناك زليج في الأسفل.
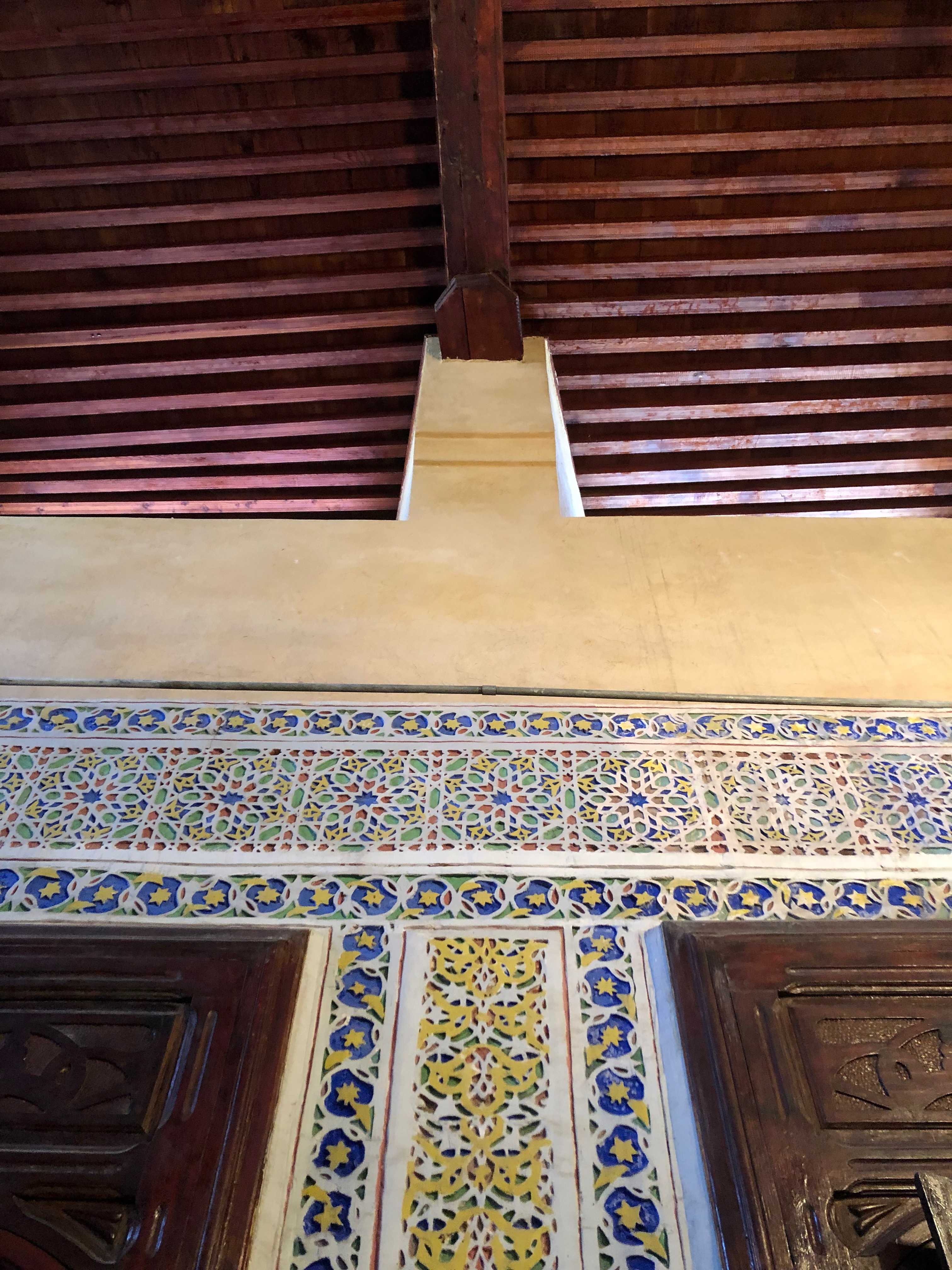
أنماط تزيين مغربية أندلسية تقليدية.
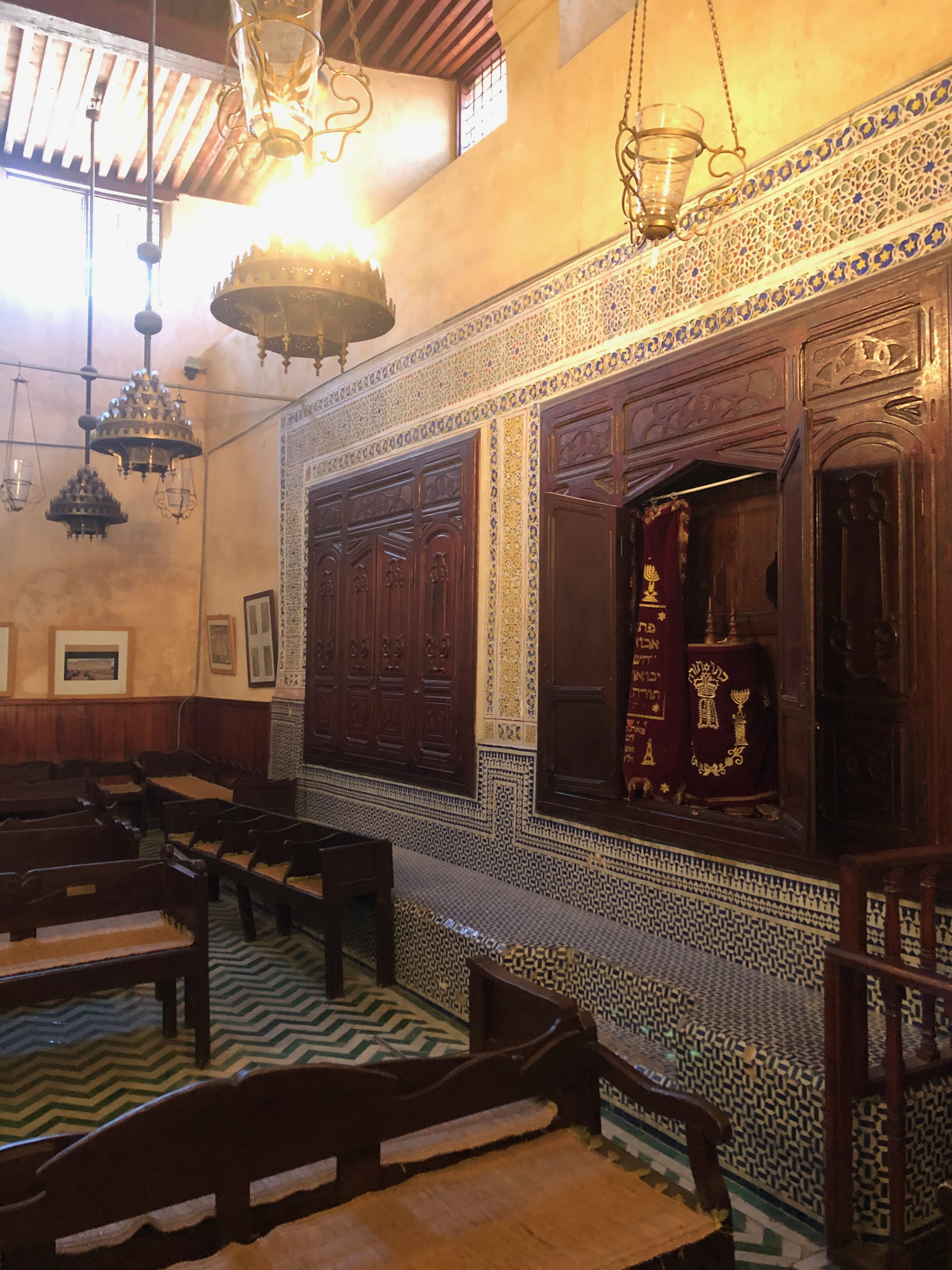
داخلية.
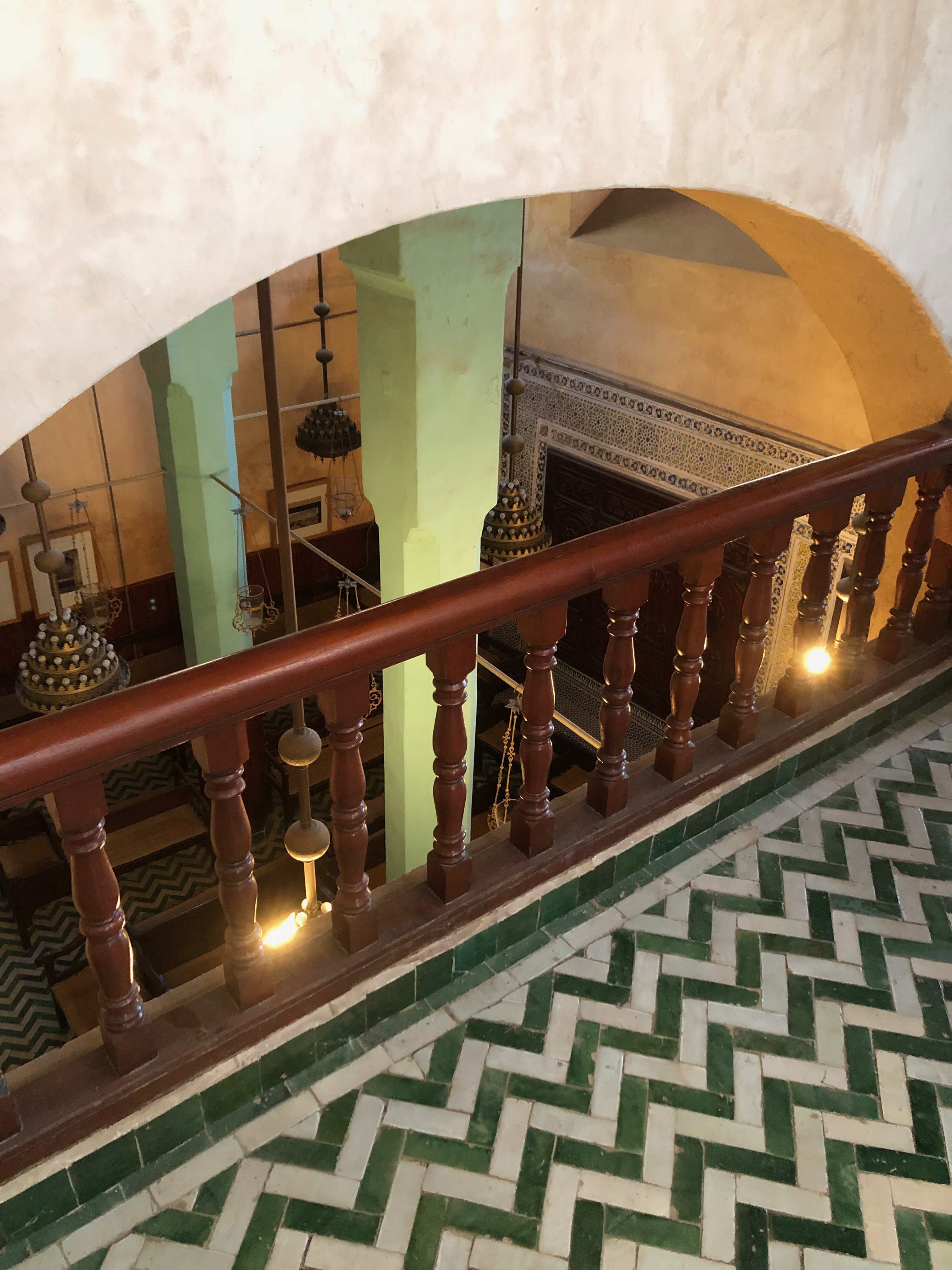
منظر من قسم النساء (מחיצה) المشرف على الكنيس.
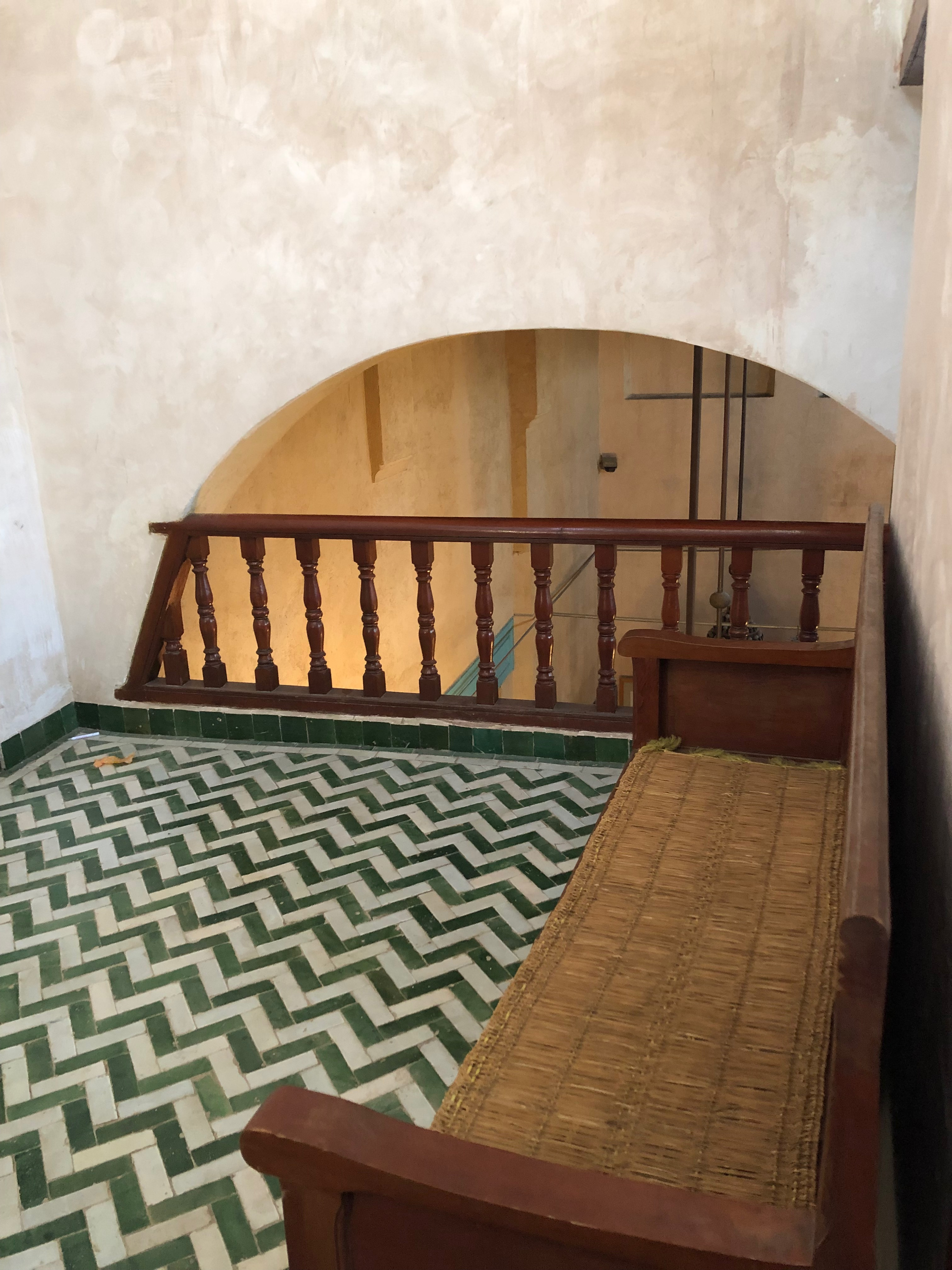
منظر آخر في قسم النساء.

## الترميم
ظل المعبد مدرجا في قائمة 100 الآثار المهددة بالانقراض من برنامج لتمويل الحفاظ على الآثار التي أسستها جمعية وولد مونيمانت ووتش (WMW).
وأخيرا، تم ترميمه بمساعدة كريمة من الهيئات الخاصة والعامة بما فيها الحكومة المغربية وأحفاد أسرة ابن دنان.
حفل تدشينه خلال شهر أيار / مايو 1999. وقد وضع على قائمة المواقع التاريخية في مدينة فاس، وذلك بسبب نذرة وجود اليهود في المنطقة حاليا.

## قصة بناء الكنيس
لإرساء سلطته على البلاد، كان على المولى الرشيد، المؤسس الفعلي للدولة العلوية (حكم في الفترة 1075 - 1083 هجري / 1664- 1672 ميلادي) أن يحارب الزوايا الدينية، الذين أقاموا زاويتهم على مقربة من مدينة خنيفرة، في الأطلس المتوسط، على أراضي أيت إسحاق، حيث كانت تعيش طائفة يهودية كبيرة.
ففي عام 1076 هجري / 1666 ميلادي، انتزع مولاي الرشيد فاس من أيدي الزوايا الدينية، وقرر أن يجعل منها عاصمته. فباشر حينها إعادة تأهيل المدينة من خلال ترميمها وإعادة استيطانها. ولهذه الغاية، قام بإسكان عناصر من قبيلة شراكة العربية من المغرب الشرقي بالمدينة، وجندها في الجيش، واستقدم جزءاً كبيرا من الطائفة اليهودية من زاوية إيت إسحاق، ليقوموا بإحياء النشاط الاقتصادي للمدينة، ويشغلوا بعض المناصب الإدارية. أدى هذا الانتقال الأخير للسكان إلى توسيع الحي اليهودي المعروف في المغرب بالملاح، وبناء كنيس جديد.

## أصل تسمية الكنيس
شَيَّدَ المعبدَ الجديد ميمون بوسيدان، في عام 1091 هجري/ 1680 ميلادي تقريباً، ولكنه أخد اسما آخر غير اسم مشيده حيث يدين باسمه لربي شيلومو دانان، (1847 - 1928) الذي كان مكلفا بإحياء القداس به أوائل القرن العشرين. كانت البناية مكونة في الأصل من ثلاثة بلاطات مستندة من الخلف على سور حي الملاح، الذي شكل جدارها الشرقي، والذي تم دمج الحاخال الكبير فيه، أي الخزانة التي حفظت فيها لفائف ورق التوراة. وقد تمت لاحقاً إضافة بلاطة رابعة، سقفيتها أكثر انخفاضاً، ولكنها تحوي عزارة (جناحاً مخصصا للنساء).
أُلحِقتْ بالكنيس فيما بعد أيضاً تبة (معبدا) جرت تعليتها بدرجات، وتم تجهيزها بمِقرأ خشبي. تَمَّ فتح باب الدخول في الأصل في جدار السور، وجرى إغلاقه عندما تم بناء البلاطة الرابعة. ومنذئذ أصبح الولوج يتم من الجهة المقابلة، من خلال باب صغير جداً، عبر بهو مربع، وممر مطل على التبة (المعبد) وعلى البلاطة الرابعة.

## ترميم الكنيس
مكنت أعمال الترميم التي شُرِعَ فيها في نهاية القرن العشرين، من اكتشاف حمام طقوسي (اللفظ العبري ميكفة)، يقع تحت الكنيس، حيث يؤدي بويب مخفي إلى مجرى مياه تحت أرضي، كان المؤمنون يذهبون إليه بمناسبة عيد رأس السنة العبرية بغرض غسل خطاياهم في الماء. وجرى إغلاق هذه المكفية، التي كانت موجودة بشكل أولي خارج الكنيس، من أجل بناء الجناح الرابع.
بُنيتْ الجدرانُ الحاملة للصرح من الآجر الملآن، ومن الملاط المركب من الجير، باستثناء الجدار الشرقي، المكون من جزء من جدار السور، والذي بني من الطابية. وتتخذ العضادات التي بنيت من الآجر الملآن شكلا مثمنا، بينما كُسيت الأرضياتُ بقطع مستطيلة من الزليج، خضراء وبيضاء اللون، مصفوفة بشكل متعرج.
وتتركز الزخرفة الداخلية حول خزائن التوراة، إذ أحيط جزؤها العلوي بشريط جصي عريض منحوت، ومطلي بعناصر هندسية، أما الجزء السفلي منها، فتم تأطيره بشريط ملبس بالزليج، تتدرج ألوانه بين الأبيض والأزرق، ويمتد حتى الأرضية، عبر درجة مرتفعة ملتفة حول القاعة كلها. ونظرا لقلة عدد اليهود في فاس، لم يعد الكنيس يستخدم كمكان للصلاة، وتم ترتيبه كبناية تاريخية ومتحف مفتوح للعموم.

## إنظر أيضا
- يهود المغرب.

- حي الملاح
- يهود المغرب

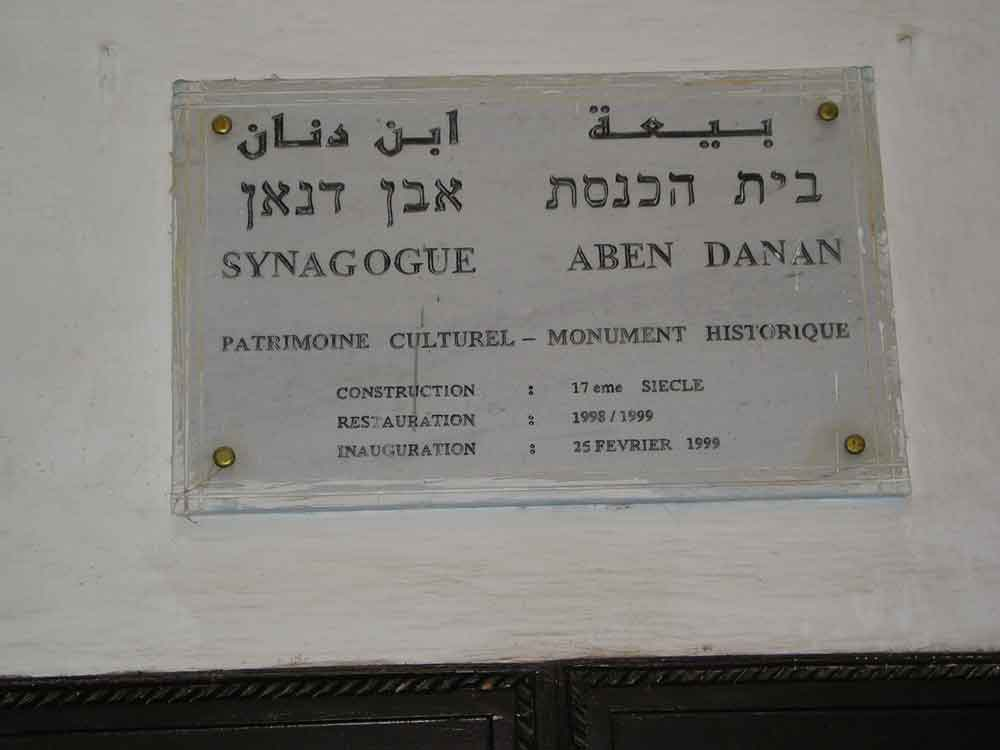
Plaque of Aben Danan Synagogue

- معلومات مقدمة من طرف السيد شمعون ليفي، الكاتب العام لمؤسسة التراث الثقافي اليهودي المغربي.

## وصلات خارجية
- Ibn Dahan Synagogue